# 定年退食
『定年退食』（ていねんたいしょく）は、藤子不二雄の藤本弘（のちの藤子・F・不二雄）による読切漫画作品。1973年（昭和48年）発売の『ビッグコミックオリジナル』（小学館）9月5日号に掲載された後、文庫版『藤子・F・不二雄異色短編集2』に収録された。
高齢化社会を取り扱った作品である。米澤嘉博はSF映画『ソイレント・グリーン』との共通性を指摘しているが、藤本は『SF全短篇 第1巻 カンビュセスの籤』（1987年）のまえがきにて、『ソイレント・グリーン』を見たのは本作を執筆してから少し後であることと共に「絶対に絶対に盗作ではありません！」と記している。
2023年にNHK BSプレミアム、BS4Kで放映される『藤子・F・不二雄 SF短編ドラマ』の一遍としてドラマ化された。詳細は#ドラマ版を参照。

## ストーリー
高齢者の人口比が増大した近未来の社会。国家は、広がり続ける汚染地域による食料不足、医療供給、年金給付の問題にあえいでいた。政府は配給制度を中心に食料や医療制度を厳格に管理する一方、定員法を制定して一定年齢以上の高齢者への国家保障を打ち切っていた。
まもなく定年法の2次定年を迎える74歳の老人の主人公に対し、友人の吹山は「定年延長の申込書に爪で印をつけると、抽選に当選できる」という噂を吹き込む。主人公は一笑に付すが、吹山と共に区役所へ申請に向かった主人公もまた、ひそかに申込書に爪で印をつけた。主人公は帰宅した後、2次定年延長の当選発表があるまでテレビを見たり、庭の小鳥のロボットを修理したりして過ごす。
夕方、2次定年延長の当選者が発表されたが、主人公の番号は掲載されていない。焦った主人公は区役所に向かい、何かの間違いではないかと窓口に詰め寄るが、隣の窓口では吹山が激高していた。出生数や死亡数の矛盾を説く吹山を主人公がなだめる中、奈良山首相の緊急演説が始まり、定年延長の縮小と2次定年の72歳への引き下げが宣言される。
翌日、外出した主人公は空腹の為倒れるがカードの期限が切れていたため、ロボットにも対応されない。公園のベンチで吹山は相変わらず噂を話すが、そこへ彼の孫が席を譲るよう迫る。立腹する吹山に、主人公はこの世界に自分たちの席が無いことを諭すのだった。

## 登場人物
安彦
まもなく2次定年を迎える74歳の老人。毎日老化防止のために塩コーヒーを飲んでいるほか、料理の一部を保存する「節食」をするなど、非常に健康に気を遣っている。
吹山
主人公の友人。主人公にあてにならない噂をたびたび持ちかけてくる。彼もまもなく2次定年を迎えるため、定年の延長を求めている。
疑り深い一面もあり、2次定年特別延長抽選の不正を糾弾しようと役所の職員に詰め寄るシーンもある。
吹山の孫
流行の丸刈りを行っている。この時代では髪を伸ばすことが普通で、頭を刈った者は「無髪族」と呼ばれている。吹山の孫は、体制への反抗でもあると述べている。
奈良山首相
急速な扶養能力の低下に伴い、自分たちの未来でもあるという事実を交えながら、定員法の更なる縮小を宣告する。
ロボット
自然歩道に設置されたモノポール型のロボット。空腹で倒れこんだ主人公に話しかけ救急車を呼ぼうとするが、カードの期限が切れた翌日には対応できなくなってしまう。
原作漫画では根元が描かれていないが、ドラマ版では地面から少し浮いており、主人公の元へ飛んでくる。また、エンディングにも登場する。

## ドラマ版
藤子・F・不二雄 SF短編ドラマの1作としてドラマ化された。
出演
- 加藤茶 - おじいさん（原作の安彦）
- 井上順 - 吹山
- その他の出演
  - 山崎潤、原扶貴子、池田鉄洋、中山翔貴、白鳥沙良、神谷圭介、吉田正幸、小出圭祐、上原りさ、山崎あみ、三ツ矢雄二、ベンガル（奈良山首相）、高木ブー

加藤は、本作を「現代版『楢山節考』」と称すると共に、ドラマ化の50年前にこの未来を見通していた藤子を高く評している。加藤の弁では、真面目な役でのドラマ主演は初めてとのこと。また、旧友でもある井上との共演を喜んでいる。

## 影響が指摘される作品
本作が影響しているという指摘がある作品。
『定年忌』
平山夢明の短編小説。短編集『他人事』（2010年、集英社文庫）収録。「高齢者に対する国の保障などがなくなった日本」という本作に類似した設定であり、よりブラックジョーク的な作品。
『TEMPEST』
浅野いにおの短編漫画。短編集『浅野いにお短編集 ばけものれっちゃん/きのこたけのこ』（2018年、小学館）収録。あとがきにて浅野自身が本作についても触れている。